# Warszawska Uczelnia Biznesu i Psychologii „Moderna”
Warszawska Uczelnia Biznesu i Psychologii „Moderna” – uczelnia niepubliczna założona w 2002 roku pn. „Wyższa Warszawska Szkoła Humanistyczna”. Szkoła zarejestrowana została w MNiSW pod numerem 246 na podstawie decyzji Ministra Edukacji Narodowej i Sportu z dniem 31 lipca 2002 roku. Założycielem uczelni jest „Wszechnica Warszawska” Sp. z o.o. z siedzibą w Warszawie. W 2016 w wyniku przyłączenia Wyższej Szkoły Pedagogicznej Związku Nauczycielstwa Polskiego w Warszawie powstał Wydział Pedagogiczny.
6 lipca 2006 r. na wniosek Uczelni nastąpiła zmiana nazwy z „Wyższej Warszawskiej Szkoły Humanistycznej” na „Warszawską Wyższą Szkołę Humanistyczną im. Bolesława Prusa”. Zmiana została dokonana na mocy decyzji Ministra Nauki i Szkolnictwa Wyższego.
W październiku 2023 r. uczelnia przyjęła nową nazwę – „Warszawska Uczelnia Ekonomiczna”. W grudniu 2024 r. uczelnia połączyła się Warszawską Wyższą Szkołą Biznesu, a w styczniu 2025 r. przyjęła nazwę: Warszawska Uczelnia Biznesu i Psychologii „Moderna”.

## Historia
Uczelnia powstała pod pierwotną nazwą w roku 2002 z inicjatywy prof. dr hab. Elżbiety Sarnowskiej-Temeriusz, grona profesorów Instytutu Badań Literackich Polskiej Akademii Nauk (IBL PAN) i właścicieli spółki Wszechnica Warszawska, mającej w swym posiadaniu m.in. wydawnictwo Bellona.
W ciągu wielu lat działalności uczelnia nawiązywała ze współpracę z licznymi firmami, m.in.: Polskim Radiem, Studiem ATM, redakcjami prasowymi, portalami internetowymi i studiami fotograficznymi.

## Kierunki
Jednostkami organizacyjnymi Uczelni są Wydział Nauk Ekonomicznych, Wydział Nauk Społecznych, Wydział Nauk Pedagogicznych, Wydział Logistyki, Wydział Zarządzania, Wydział Bezpieczeństwa oraz Wydział Psychologii.
Kierunki studiów:
- Studia I stopnia (licencjackie)
  - Bezpieczeństwo narodowe
  - Dziennikarstwo i Komunikacja społeczna
  - Ekonomia
  - Logistyka
  - Pedagogika
  - ZarządzanieLogistyka
- Studia II stopnia (magisterskie)
  - Bezpieczeństwo narodowe
  - Pedagogika
  - Zarządzanie
- Jednolite studia magisterskie
  - Psychologia
- Studia podyplomowe
  - Cyberbezpieczeństwo
  - MBA
  - Pedagogika
  - Zarządzanie nieruchomościami

Instytucje, z którymi Warszawska Uczelnia Biznesu i Psychologii „Moderna” podejmowała wspólne inicjatywy:
- ATM Studio
- Instytut Badań Literackich PAN
- Instytut Edukacji Medialnej i Dziennikarstwa Uniwersytetu Kardynała Stefana Wyszyńskiego
- Instytut Filozofii i Socjologii PAN
- Krajowa Rada Radiofonii i Telewizji
- Polskie Towarzystwo Nauk Politycznych
- Węgierski Instytut Kultury w Warszawie
- StacjaKultura.pl.

## Imprezy edukacyjne
Moderna, jeszcze jako WWSH, realizując cele statutowe, współpracowała z Urzędem m.st. Warszawy, Urzędem Dzielnicy Śródmieście m.st. Warszawy i Urzędem Dzielnicy Wola m.st. Warszawy. Dotychczas wspólnie zrealizowano następujące przedsięwzięcia na rzecz rozwoju kulturalnego stolicy:
- Bądź filantropem jak Wokulski (wrzesień-grudzień 2010 r.); III Wirtualny Festiwal Wokulskiego o charakterze charytatywnym[8]
- Nowy Kercelak (13 czerwca 2009 r.)
- Prus daleki i bliski (styczeń-maj 2009 r.)
- WWSH na Ścieżce literackiej „Lalka”[9]
- Festiwal Wokulskiego (impreza cykliczna) pod honorowym patronatem Prezydent m.st. Warszawy Hanny Gronkiewicz-Waltz[10]
- Happening Prusowski (17 maja 2007 r.).

## Inicjatywy studenckie
Przez wiele lat studenci uczestniczyli w tworzeniu treści portal stacjakultura.pl. Wydawali także gazetkę uczelnianą „Prusówka”. Studenci wraz z pracownikami stworzyli także prowadzony rokrocznie Festiwal
Dużym wyzwaniem organizacyjnym pracowników, wykładowców i studentów było stworzenie od podstaw i prowadzenie rokrocznie Festiwalu Wokulskiego. Cykliczna impreza plenerowa promująca ówczesnego patrona uczelni Bolesława Prusa przybliżała realia XIX wiecznej Warszawy dzięki prezentacji strojów z epoki, wykorzystaniu katarynki, dorożek, zabytkowych bicyklów.

## Władze uczelni
Rektorzy Warszawskiej Uczelni Biznesu i Psychologii „Moderny”:
| prof. dr hab. Elżbieta Sarnowska-Temeriusz | 2002 – 2008    |
| dr hab. Krzysztof Mrowcewicz               | 2008 – 2011    |
| dr Krzysztof Karolczak                     | 2011 – 2012    |
| dr Katarzyna Grzyb                         | 2012 – 2013    |
| dr Tomasz Bohun                            | 2013 – 2014    |
| dr Agnieszka Križ                          | 2014 – 2018    |
| dr Izabela Krupa-Mażulis                   | 2018 – obecnie |